# 中国高速実験炉
中国高速実験炉（China Experimental Fast Reactor、CEFR）は、中国が初めて開発した高速炉で、北京郊外の中国原子能科学研究院に設置されている。これは中国が高速炉の設計、建設、および運転経験を確保することを目的としたもので、将来建設される高速炉で使用される部品および材料の試験・研究のための重要施設とされている。

## 概要
CEFRは熱出力65MWth、電気出力20MWeのプール型ナトリウム冷却炉で、設計寿命は30年、目標燃焼度は100MWd/kgである。建設はロシアの実験機械製造設計局が行い、ギドロプレス設計局、ドレジャーリ動力工学開発研究所 (NIKIET) およびクルチャトフ研究所が協力した。

## 経緯
2010年7月21日に初臨界を達成し、その1年後の2011年7月21日に発電を開始した。2012年10月10日、新華社はCEFRが公的試験に合格したと報道した。その後、2014年12月15日午後5時に全出力運転を開始し、3日間の連続運転を行った。
CEFRプロジェクトは中国国務院で1992年に一次承認され、1995年には最終承認を受けた。CEFRは863計画に基づく高度技術開発プログラムにおいて、エネルギー分野の主要プロジェクトに位置づけられていた。プロジェクトの推進は中国原子能科学研究院が担当した。

## 日本原子力研究開発機構による指摘
日本原子力研究開発機構は、CEFRが2011年10月に何らかの事故によって発電を停止したと指摘したが、中国原子能科学研究院長は事故は一切起こっていないと否定した。